# Terminologia Esperanto-Centro
Terminología Esperanto-Centro (TEC), o Centro de Terminología de Esperanto (CTE), es un organismo de estudio de vocablos de la lengua auxiliar esperanto.
Fue fundado en 1987 por la Asociación Universal de Esperanto (UEA) durante el congreso universal de Esperanto en Varsovia, Polonia.
La misión del TEC es ayudar al desarrollo de la terminología del esperanto. Con este propósito, la UEA y su centro colaboran con organizaciones mundiales, tales como el Centro Internacional de Información en Terminología (Infoterm) y la Organización Internacional de Normalización (ISO).

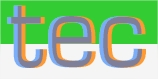

## Objetivos
El objetivo principal del centro de terminología es la colaboración internacional entre los hablantes de esperanto. Dado que estos se encuentran en distintos lugares del mundo, realizan su trabajo y se comunican a través de internet, por lo que se creó una página web del centro.

## Encuentros de terminología
La mayoría de los especialistas que redactan obras de terminología no son Terminólogos. Sin embargo, cada año se publican diccionarios técnicos en esperanto (véase la lista completa Archivado el 25 de agosto de 2011 en Wayback Machine. desde el año 1980). Al Congreso Universal de Esperanto y a otras convenciones de esta lengua realizadas a nivel nacional e internacional asisten terminólogos profesionales.